# 片菅神社 (東伊豆町)
片菅神社（かたすげじんじゃ）は、静岡県賀茂郡東伊豆町片瀬（かたせ）にある神社。

## 概要
白田(しらだ)川の北側にある片瀬地区の集落の北西山際に鎮座している。
三宅島の片菅神社と共に、三島大明神（事代主神）の王子の一人・片菅命（かたすげのみこと）を祀る式内社である片菅命神社（かたすが[げ]のみことじんじゃ）の論社となっているが、同時期に創建されたと考えられる南隣りの白田（しらだ）地区の志理太乎宜神社（しりたおぎじんじゃ）もまた、同じく三宅島の三島大明神（事代主神）の別の王子を祀る式内社の論社として、三宅島の椎取神社と競合する分社的性格を有しているため、これらの神社は、元々はそうした三宅島の神社が噴火を避けて移転してきた避難的分社・遥拝所だった可能性がある。
寛文年間（1661年-1673年）の棟札の記述に基づいて、創建は徳治2年（1306年）とされているが、これは若宮八幡を合祀した年とも解される。
また、江戸時代には八幡神社（八幡宮）として信仰され、近代以降も戦神として信仰され続けており、本殿の武人像の衣装・装具を、60年ごとに手造りで新調する伝統を有している。

## 祭神
- 片菅命（かたすげのみこと）